# Фиджийски долар
Вижте пояснителната страница за други значения на Долар.
Фиджийският долар е официална валута и разплащателно средство в Република Фиджи в периода от 1867 до 1873 г. и отново от 1969 г. Дели се на 100 цента.

## История
В периода между 1867 и 1873 г. на Фиджи са пуснати в обращение първите книжни пари под формата на долари и центове. Един долар тогава е еквивалентен на американски сребърен долар. Впоследствие парите са заменени с британска лира, а самата държава Фиджи става британска колония. Фиджи следва модела на Южна Африка, Австралия и Нова Зеландия, тъй като, когато приема десетичната система, решава да използва половината паунд единица, за разлика от разчетна единица. Изборът на името долар е мотивиран от факта, че намалената стойност на новата единица отговаря по-тясно на стойността на щатския долар, отколкото на британската лира. Втората серия долари са въведени на 15 януари 1969 г., когато се заменя фиджийския паунд в размер на 1 паунд = 2 долара, или 10 шилинга = 1 фиджийски долар. Въпреки че Фиджи е република от 1987 г. насам, монетите и банкнотите продължават да представят кралица Елизабет II до 2013 г., когато нейният портрет е заменен с изображения на растения и животни.